# Peter, Sue & Marc

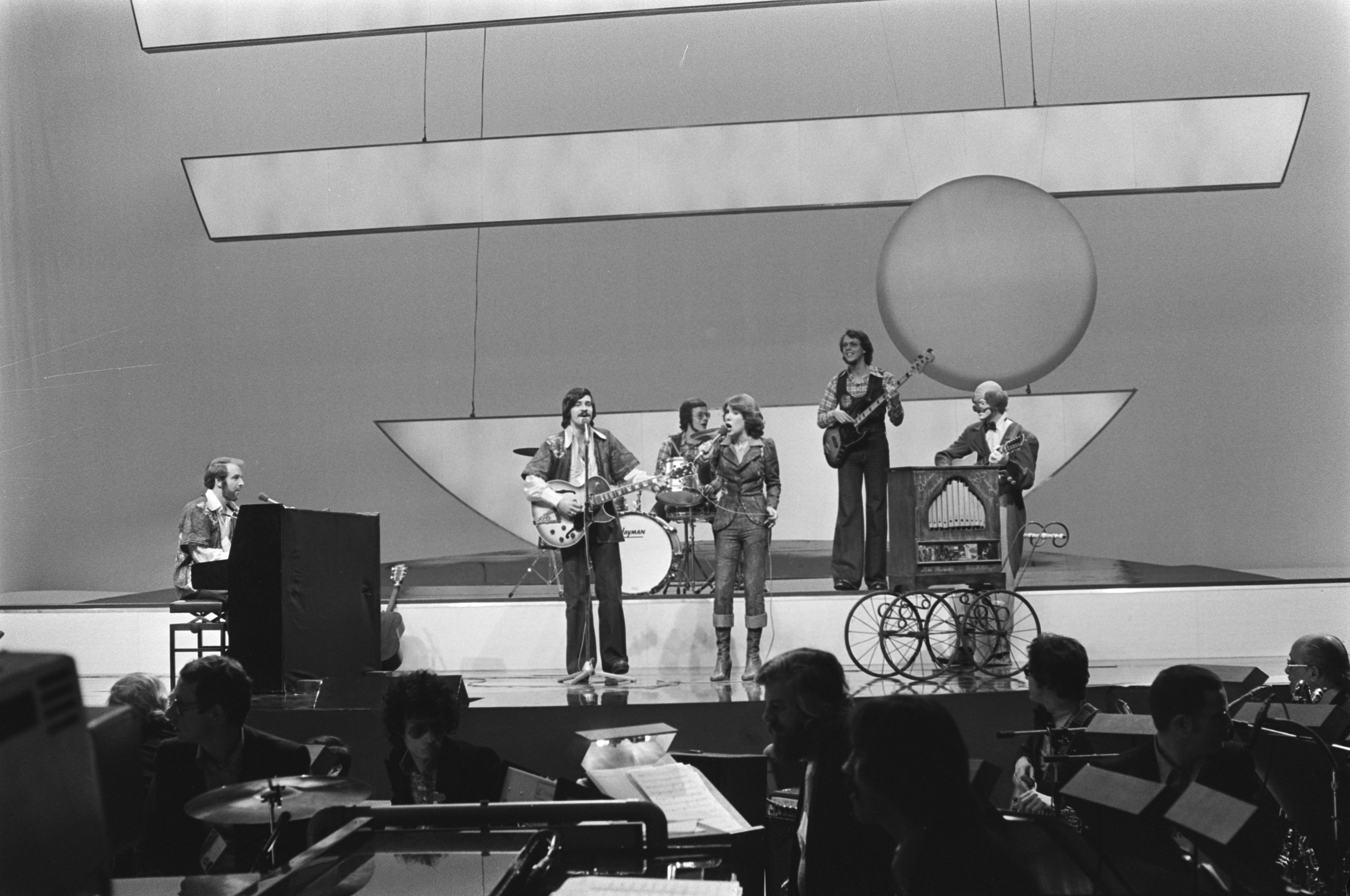
Peter, Sue & Marc en el Festival de la Canción de Eurovisión 1976.

Peter, Sue & Marc fue un grupo musical suizo oriundo de Berna. Sus miembros eran Peter Reber (nacido 1949, voz/piano/guitarra), Sue Schell (nacida en 1950 en Nueva York, voz) y Marc Dietrich (nacido 1948, voz/guitarra). Representaron a Suiza en el Festival de la Canción de Eurovisión en cuatro ocasiones y en cuatro idiomas diferentes: en francés en Eurovision 1971 con "Les illusions de nos vingt ans", en inglés en Eurovision 1976 con "Djambo, Djambo", en alemán en 1979 con "Trödler und Co" y en italiano en Eurovision 1981 con "Io senza te". Vendieron más de 2 millones de discos en Suiza. Celebraron conciertos en muchos países, incluyendo Alemania, Austria y Japón. Su mayor éxito fue "Cindy" en 1976 (fue lanzado en Sudáfrica en 1978, donde se convirtió en un éxito, alcanzando el número 3 en las listas en noviembre de ese año). La canción "Birds of paradise" se convirtió en un éxito en Eslovaquia en 2006.
Durante su carrera, Peter Sue y Marc hicieron muchos otros intentos de participar en Eurovisión. Obtuvieron el tercer puesto en la final nacional suiza de 1973 con "Es kommt ein Tag". En 1974 volvieron a participar en el Concours Eurovision, esta vez con la canción "Frei". El año 1975 obtuvieron el segundo lugar con "Lève-toi le soleil". En 1978 participaron en la final nacional alemana, y su canción, "Charlie Chaplin", fue colocada en tercer lugar. En 1987 Marc intentó representar a Suiza con la canción "Nostradamus", terminando segundo detrás de Carol Rich.
Además, representaron a Suiza en el World Popular Song Festival (Japón) en tres ocasiones: en 1971 con la canción "Once in a World", lograron clasificarse para la final; en 1972 con "Get On, Move" también pasaron a la final y en 1974 interpretando "Pretty Witty, Chick Chick" no consiguieron la clasificación para la final.

## Discografía
- Weihnachten – Noël – Natale – Christmas (1975)
- Peter, Sue & Marc (1975)
- Peter, Sue & Marc (1976)
- Songs International (1976)
- Mountain Man & Cindy (1977)
- Deutsche Originalaufnahmen (1977)
- Unsere Lieblings-Songs aus dem Fernsehkleintheater (1978)
- Tom Dooley (1978)
- By Airmail (1979)
- Birds of Paradise / Ciao Amico (1980)
- Fantasia / Ein ganz krummes Ding (1981)
- The Best of Peter, Sue & Marc (1981)
- Das grosse Abschiedskonzert – Live (1981)
- Hits International (2005)
- The Legend (2007)
- Io senza te – Die Originalsongs zum Musical (2015)